# Lista över naturhamnar i Stockholms skärgård
Lista över naturhamnar i Stockholms skärgård innehåller naturhamnar i Stockholms skärgård som är användbara för båtsporten. Naturhamnarna i Stockholms skärgård har beskrivits i flera böcker. De två mest omfattande och aktuella böckerna är Hamnguiden 8 Arholma - Landsort och Arholma-Landsort med Gotland: din guide till skärgårdens öar, gäst- och naturhamnar. Listan med naturhamnar nedan innehåller de naturhamnar som finns med i bägge dessa böcker, samt finns med i Stockholms skärgård - de 50 bästa hamnarna eller är noterad som naturhamn av Skärgårdsstiftelsen i Stockholms län.
Skärgårdsstiftelsen i Stockholms län äger och förvaltar många av naturhamnarna i Stockholms skärgård. Svenska Kryssarklubben var först med att ge ut omfattande beskrivningar av naturhamnar i Stockholms skärgård

.
| Namn                    | Ö eller land         | Naturreservat/Nationalpark                                |
| ----------------------- | -------------------- | --------------------------------------------------------- |
| Biskopsön Koxviken      | Biskopsön            | Biskopsö naturreservat                                    |
| Björkskär               | Björkskär            |                                                           |
| Björnö Norrviken        | Björnö               | Björnö naturreservat                                      |
| Bullerö                 | Bullerö              | Bullerö naturreservat                                     |
| Djupfladen ”Paradiset”  | Finnhamn             | Delvis Finnhamns naturreservat                            |
| Finnskär Byttafladen    | Finnskär             | Biskopsö naturreservat                                    |
| Fjärdlång Mörkviken     | Fjärdlång            | Fjärdlångs naturreservat                                  |
| Fjärdlång Vedviken      | Fjärdlång            | Fjärdlångs naturreservat                                  |
| Fredlarna Lilla Vånskär | Fredlarna            |                                                           |
| Granhamn                | Granhamn             |                                                           |
| Granholmen Munkhamnan   | Granholmen           | Delvis Granholmens naturreservat                          |
| Grinda Hästholmssundet  | Grinda               | Grinda naturreservat                                      |
| Grönskärsfladen         | Grönskär-Jungfruskär | Jungfruskärs naturreservat                                |
| Gällnö Hemfladen        | Gällnö               |                                                           |
| Hallskär                | Hallskär             | Långviksskärs naturreservat                               |
| Huvudskär               | Huvudskär            | Huvudskärs naturreservat                                  |
| Hälsingholmarna         | Hälsingholmarna      | Hälsingholmarnas naturreservat                            |
| Kallskär Södervånsviken | Kallskär             |                                                           |
| Kalvholmarna            | Kalvholmarna         | Björnö naturreservat                                      |
| Kymmendö                | Kymmendö             |                                                           |
| Kåksna Lökaholmarna     | Lökaön               | Storö-Bockö-Lökaö naturreservat                           |
| Lidö Österhamn          | Lidö                 | Lidö naturreservat                                        |
| Lilla Husarn            | Lilla Husarn         | Lilla Husarns naturreservat                               |
| Lilla Nassa Sprickopp   | Lilla Nassa          |                                                           |
| Lådnafladen             | Lådna                | Delvis Hjälmö-Lådna naturreservat                         |
| Napoleonviken           | Ägnö                 |                                                           |
| Norrpada Högbulen       | Norrpada             |                                                           |
| Nåttarö Östermarsfladen | Nåttarö              | Nåttarö                                                   |
| Ostholmen               | Ostholmen            | Hemholmens naturreservat, Storö-Bockö-Lökaö naturreservat |
| Runmarö Norrviken       | Runmarö              |                                                           |
| Rödlöga                 | Rödlöga              |                                                           |
| Själbottna Norrviken    | Själbottna           | Själbottna-Östra Lagnö naturreservat                      |
| Skvallerhamn            | Järflotta            | Järflotta                                                 |
| Stora Nassa Gubben      | Stora Nassa          | Stora Nassa naturreservat                                 |
| Storön Kalvholmen       | Storön, Kalvholmen   |                                                           |
| Svenska Högarna         | Svenska Högarna      | Svenska Högarnas naturreservat                            |
| Säck                    | Säck                 | Delvis Stavsudda-Krokholmens naturreservat                |
| Söderö                  | Söderö               | Långviksskärs naturreservat                               |
| Tistronskären           | Tistronskären        | Storö-Bockö-Lökaö naturreservat                           |
| Träskö Storö            | Träskö-Storö         | Hjälmö-Lådna naturreservat                                |
| Villösan                | Villösan             | Delvis Arholma-Idö naturreservat                          |
| Ålöfladen               | Ålö                  | Ålö-Rånö naturreservat                                    |
| Ängsö Svartviken        | Ängsö                | Ängsö nationalpark                                        |